# Galleria nazionale di Oslo
La Galleria nazionale (in norvegese Nasjonalgalleriet) è una collezione d'arte situata a Oslo, dal 2003 fa parte del Museo nazionale di arte, architettura e disegno.
Dal 2022 è ospitata all'interno del nuovo edificio del Museo nazionale situato nell'area di Vestbanen nel centro di Oslo.
Conserva numerose opere d'arte moderna fra cui una versione de L'urlo (Skrik in norvegese) di Edvard Munch, una versione dell'Autoritratto di Vincent van Gogh, opere d'El Greco, Auguste Renoir, Claude Monet, Paul Cézanne e Pablo Picasso. Tra i pittori norvegesi conservati ed esposti si possono ammirare le opere di Heinrich Christian Friedrich Hosenfelder, Thomas Fearnley e di Karl Edvard Diriks.
Notevole anche la collezione di sculture tra cui spiccano: “Trionfo di Afrodite” di Renoir e “La Toilette del mattino” di Degas.